# Церква Покрови Пресвятої Богородиці (Шупарка)
Церква Покрови Пресвятої Богородиці в Шупарці — парафія і храм Борщівського благочиння Тернопільської єпархії Православної церкви України в селі Шупарка Чортківського району Тернопільської области.

## Історія церкви
Перший дерев'яний храм у селі почали будувати у 1430 році. У 1431 році була пожертвувана ікона Божої Матері, яка зберігається в храмі донині.
У селі існували два дерев'яні храми:
- Покрови Пресвятої Богородиці (збудований у 1701, освячений у 1721 році священником Іваном Кулійовичем).
- Святої Трійці (збудований у 1715, освячений у 1728 році священником Яковом Кулійовичем).

У 1878 році храм Покрови згорів, і на його місці у 1893 році за сприяння пана Слєвіца збудували нову муровану церкву. З 1893 по 1987 рік вона належала до Бучацької архиєпархії Греко-католицької церкви. Багато священників, зокрема о. Володимир Чубатий, зазнавали переслідувань від радянської влади. У 1987 році до церкви призначили православного священника Михайла Батія. Під тиском КДБ церква перейшла до Московського патріархату.
Зі здобуттям Україною незалежності у 1991 році, церква вийшла з-під юрисдикції Московського патріархату і приєдналася до Української автокефальної православної церкви під проводом патріарха Мстислава Скрипника. У 2008 році парафія перейшла до Київського патріархату, який тоді очолював патріарх Філарет, а керуючим Тернопільською єпархією був єпископ Нестор. У 2016 році настоятелем став ієрей Ігор Прохира. У 2018 році, після отримання Томосу про автокефалію, церква стала частиною Православної Церкви України на чолі з митрополитом Епіфанієм. Зараз служіння несе протоієрей Тарас Іщук.
Завдяки зусиллям жителів села у 2001 році розпочався капітальний зовнішній ремонт храму, а у 2007 році — внутрішній. На пожертви парафіян та меценатів на церковному подвір'ї збудовано Хресну дорогу, Гріб Господній та купіль Івана Хрестителя.

## Парохи
- оо. Яків та Іван Кулійовичі,
- о. Володимир Чубатий,
- о. Калинович,
- о. Людвік Кондатович,
- о. Людвік Банковський,
- о. Володимир Велечковський,1930-1946рр,парох УГКЦ.Загинув у Воркуті 1949 році.
- о. Йосип Фльорчук,
- о. Йосип Дуплавий,
- о. Фасієвич,
- о. Турчин,
- о. Остафів,парох УГКЦ загинув за віру від рук НКВД.
- о. Никорчук,
- о. Михайло Ісовпак,
- о. Лесик,
- о. Сливка,ректор симінарії,УГКЦ.
- о. Ростислав Гладяк,
- о. Бибик,
- о. Матушак,
- о. Гордійчук,
- о. Богдан (прізвище невідоме),
- о. Михайло Батій.
- о. Ігор Прохира.
- о. Тарас Іщук.